# SNVI M 350
 (juin 2018).
Le SNVI M 350 est un camion et un tracteur de semi-remorque lourd fabriqué par le constructeur algérien SNVI en version militaire.
Il est motorisé par un 6 cylindres de 346 chevaux.